# География на Сирия
Сирия е държава в Западна Азия, в Близкия Изток, на източния бряг на Средиземно море. На север граничи с Турция (дължина на границата 877 km), на изток и югоизток с Ирак 603 km, на юг с Йордания 356 km, а на югозапад с Израел 77 km и Ливан 359 km. Общата дължина на сухоземните й граници е 2272 km. На запад се мие от водите на Средиземно море. Дължината на бреговата й линия е 183 km. От североизток на югозапад се простира на 770 km, а от сезерозапад на югоизток 420 km. Населението на страната към 2024 г. е 23 865 423 души. Столица е Дамаск.

## Територия
Територията на Сирия се простира между 32°19′ и 37°19′ с.ш. и между 35°43′ и 42°22′и.д. Крайните точки на страната са следните:
- крайна северна точка – (37°19′06″ с. ш. 42°12′37″ и. д. / 37.318333° с. ш. 42.210278° и. д.), десен бряг на река Тигър, на границата с Турция, при турския град Джизре.
- крайна южна точка – (32°18′43″ с. ш. 36°50′21″ и. д. / 32.311944° с. ш. 36.839167° и. д.), в планината Ел Друз, на границата с Йордания.
- крайна западна точка – (35°35′10″ с. ш. 35°43′00″ и. д. / 35.586111° с. ш. 35.716667° и. д.), нос Ибн Хани, на брега на Средиземно море.
- крайна източна точка – (37°04′28″ с. ш. 42°22′25″ и. д. / 37.074444° с. ш. 42.373611° и. д.), десен бряг на река Тигър, на границата с Ирак, при село Каник.[3]

## Релеф
Голяма част от територията на Сирия представлява плато, понижаващо се от запад на изток от 1000 до 500 – 200 m. В западната част от север на юг се простират две планински вериги, разделени от дълбоки грабени (Ел Габ и др.). Западната верига съставлява планината Ен Нусайрия (Джебел Ансария) с височина до 1562 m. Източната верига е представена от планините Ез Завия (височина до 939 m) на север и източните склонове на планината Антиливан и нейното южно продължение – хребета Еш Шейх (Хермон) с височена до 2814 m. В най-южната част на страната е разположен вулканичният масив Ед Друз (връх Ел Джейна 1803 m). На югоизток на територията на Сирия попада част от Сирийската пустиня, а на североизток – участък от платото Джазира (Горна Месопотамия) с височена 200 – 450 m. Покрай брега на Средиземно море са простира тясна (20 – 30 km) приморска низина.

## Геоложки строеж, полезни изкопаеми
В Северна Сирия е разположена подвижната част на Арабската плоча с Алепското издуване, а на юг – нейната устойчива част с Друзкото огъване и издуването Рутба. Гранична структура между тях се явява Палмирската вътрешноплатформена нагъната зона, възникнала от едноименния авлакоген. На запад преминава сеизмичната Западноарабска рифтова зона, а на североизток в пределите на страната навлиза Месопотамското краево огъване, преминаващо в южно направление в Приефратското огъване. Арабската плоча е изградена от слоеве палеозойски, мезозойски и кайнозойски шелфови наслаги с мощност 2 – 6 km (до 9 km в Палмирския авлакоген). В северозападната част на страната на повърхността излизат триаско-юрски вулканогенно-седиментни офиолитови формации, навлечени в края на Кредния период от север върху платформения чехъл. Огъванията са запълнени с неогенови моласи, а Друзкото огъване – с покривка от неогено-антропогенови базалти. Към Месопотамското огъване са привързани брахиантиклиналните гънки с промишлени находища на нефт (Сувайдия, Капачук, Тел Румайлан и др.). С мезозойските и кайнозойските наслаги са свързани находищата на железни (Раджу), манганови и медни руди, хром, сяра, фосфорити, асфалт, каменна сол, кафяви въглища.

## Климат, води
Климатът на Сирия е субтропичен средиземноморски с максимум на валежите през зимата и пролетта и продължително лятно засушаване. По крайбрежието климатът е морски със средна януарска температура 12°С, средна августовска 27°С, годишната сума на валежите под 700 mm. В планината Ансария е по-прохладно и с валежи до 1500 mm. Източната част на страната се отличава със сух континентален климат със средна августовска температура до 32,8°С, топла зима (4 – 7°С), но ежегодно се наблюдават и дни с температури под 0°С. В Сирийската пустиня сумата на валежите пада под 100 mm годишно. През лятото от страна на Арабската и Сирийската пустини духа знойният вятър хамсин, пренасящ много пясък и прах.
Голяма част от територията на страната е безотточна, като за равнинните райони са характерни сухите долини, т.нар. вади (уади). Най-голямата река Ефрат има транзитен характер (нейната дължина в Сирия е 675 km), а нейните основни притоци са Хабур 486* (460 в Сирия) km и Белих 105* km. Ефрат е плавателна за плиткогазещи съдове, а нейният отток е урегулиран чрез голямото (730 km²) водохранилище „Ел Асад“, а в основата на преградната му стена стена при град Ес Саура и изгарадена мощна ВЕЦ (до 500 хил.квт). По североизточната граница протича участък от река Тигър, а на северозапад – горното и средно течение на река Ел Аси 571 km, отнясяща се към водосборния басейн на Средиземно море. Най-голямото сирийско езеро е Хомс, разположено на река Ел Аси. Подземните води в страната широко се използват за напоявана и водоснабдяване, а често при техните извори съществуват оазиси.

## Почви, растителност, животински свят
В източните платовидни райони на Сирия широко разпространени са пясъчните и глинестите пустини с грубоскелетни сивоземни почви. На юг преобладават каменисто-чакълестите хамади, а на запад и в централните райони – участъци от пясъчни пустини. Понижените части на релефа са заети от солончаци. Покрай северните граници на страната, в предпланинските райони на планината Тавър се срещат сиво-канелени и канелени, а в проморските низини – жълтоземни почви, сменящи се във височина с планински канелени и планински горски почви. За източните, сухи части на страната са свойствени пустинните растителни формации с участието на храсти, полухрасти и сухи треви, състоящи се предимно от ефемери. В оазисите е развито овощарство, лозарство, памукопроизводство и други субтропични култури, и най-вече финикова палма. Крайбрежието на Средиземно море е основният район за отглеждане на цитрусови култури. По западните склонове на планината Ансария са разпространени широколистни дъбови гори с участието на вечнозелени дървета и храсти. По източните склонове на Ансария, Антиливан и Еш Шейх господстват ксероморфните храстови планински степи, преминаващи в долния пояс на планините в полупустини. По долината на река Ефрат са се съхранили малки горички от топола, ива и тамарикс. Животинският свят на Сирия е разнообразен. Обичайните хищници в пустинята са ивичеста хиена, вълк, чакал, каракал, лисица фенек, а копитните – антилопа, диво магаре онагра. Има много гризачи и влечуги. В планините с горска растителност по-рядко се срещат сирийска мечка, дива свиня, горска котка, а в обезлесените високопланински райони – безоаров козел.